# Липин, Андрей Александрович
Андрей Александрович Липин (19 августа 1928 — 08.01.2006) — звеньевой колхоза «Мир» Глазуновского района Орловской области. Кавалер ордена Трудовой Славы трёх степеней.

## Биография
Родился 19 августа 1928 года в деревне Кузово Кунгурского района Молотовской области (ныне не существует, территория Кунгурского района Пермского края) в крестьянской семье. Русский. Окончил начальную школу. Работал в колхозе «Память Ильича» в своей деревне. В 1943 году окончил курс трактористов при МТС в селе Ергач того же района. Два года работал трактористом, с 1945 года — бригадиром тракторной бригады.
В 1949—1952 годах проходил срочную службу в рядах Советской Армии, в войсковых частях в ГСВГ на территории Германской Демократической Республики.
После демобилизации приехал на постоянной жительство в деревню Кунач Глазуновского района Орловской области. Работал связистом, плотником Глазуновского стройучастка СМУ-1. В 1954 году перешёл работать трактористом Глазуновской МТС, с 1958 года, после ликвидации системы МТС, — трактористом колхоза «Мир».
В этом хозяйстве проработал до выхода на пенсию. Добился высоких показателей в работе. Ежедневно выполнял сменные нормы выработки на 130—140 %. Его работа отмечена экономией горюче-смазочных материалов, повышением производительности труда, снижением себестоимости производства зерна.
Указом Президиума Верховного Совета СССР от 14 февраля 1975 года и 13 марта 1981 года Липин Андрей Александрович награждён орденами Трудовой Славы 3-й и 2-й степеней.
С 1981 года возглавил механизированное звено по возделыванию зерновых культур, которое каждый год добивалось высоких урожаев зерновых. В среднем за 11-ю пятилетку урожайность составила 26,3 центнеров с гектара с каждого из 1100 гектаров. Большое внимание уделял прогрессивным технологиям возделывания зерновых культур. В 1984—1985 годах был признан лучшим звеньевым области.
Указом Президиума Верховного Совета СССР от 29 августа 1986 года за успехи, достигнутые в выполнении заданий одиннадцатой пятилетки и социалистических обязательств по производству и переработке сельскохозяйственной продукции, Липин Андрей Александрович награждён орденом Трудовой Славы 1-й степени. Стал полным кавалером ордена Трудовой Славы.
Жил в деревне Кунач Глазуновского района. С 1996 года ему назначена областная пенсия 300 000 рублей (с индексацией).

## Награды
- Орден Трудовой Славы I степени (29.08.1986)
- Орден Трудовой Славы II степени (13.03.1981)
- Орден Трудовой Славы III степени (14.02.1975)
- Медаль «За трудовую доблесть», 20 апреля 1971 года
- Медаль «За доблестный труд. В ознаменование 100-летия со дня рождения Владимира Ильича Ленина»
- Медаль «Ветеран труда»
- Знак «Ударник девятой пятилетки»
- Знак «Ударник десятой пятилетки»
- Знак «Ударник одиннадцатой пятилетки»
- Знак «Победитель социалистического соревнования»